# Cystiphora
Cystiphora is een muggengeslacht uit de familie van de galmuggen (Cecidomyiidae).

## Soorten
- C. canadensis Felt, 1913
- C. leontodontis (Bremi, 1847)
- C. sanguinea

Havikskruidbladpuistgalmug (Bremi, 1847)
- C. scorzonerae Kieffer, 1909
- C. schmidti (Rübsaamen, 1914)
- C. sonchi

Melkdistelpokgalmug (Vallot, 1827)
- C. taraxaci

Paardenbloemvlekgalmug (Kieffer, 1888)